# 카르멘 카발라로

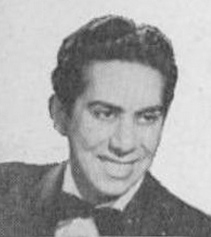

카르멘 카발라로(Carmen Cavallaro, 1913년 5월 6일 ~ 1989년 10월 12일)는 세계적으로 널리 알려진 파퓰러 피아노 주자이다. 뉴욕 태생의 이탈리아계 미국인. 고교 졸업 후에는 많은 악단에서 일을 하였으며 1939년에 자기 악단을 조직하였다. 1945년에는 <쇼팽의 폴로네즈>의 밀리언 히트로 스타가 되었다. 화려한 꾸밈음(裝飾音)의 사용방법에 독특한 개성이 있다. 1955년에 영화 <사랑의 이야기>의 연주를 담당하였다.